# Palais de justice de Stockholm
Le palais de justice de Stockholm (en suédois : Stockholms rådhus) est situé dans le quartier de Kungsholmen, dans le centre de Stockholm en Suède. 

## Présentation
C'est le siège du tribunal de district de Stockholm et il a donné son nom à la station de métro Rådhuset sur les lignes T10 et T11 du métro de Stockholm. 
Le bâtiment a été conçu dans le style romantique national par l'architecte Carl Westman et a été construit entre 1909 et 1915.
L'architecture a été influencée par les châteaux de l'époque Vasa et ressemble au château de Vadstena.
L'hôtel de ville de Stockholm est considéré comme l'un des chefs-d'œuvre du romantisme national suédois.
Le bâtiment est un monument national.
Le bâtiment est relié à la Maison de la police de Stockholm par une passerelle piétonne souterraine.
Le tribunal de la ville de Stockholm était situé dans le bâtiment de 1915 à 1971 et le tribunal de district de Stockholm à partir de 1971.
Un incendie a ravagé le troisième étage de l'aile sud/gauche du bâtiment en juin 2008.

## Galerie

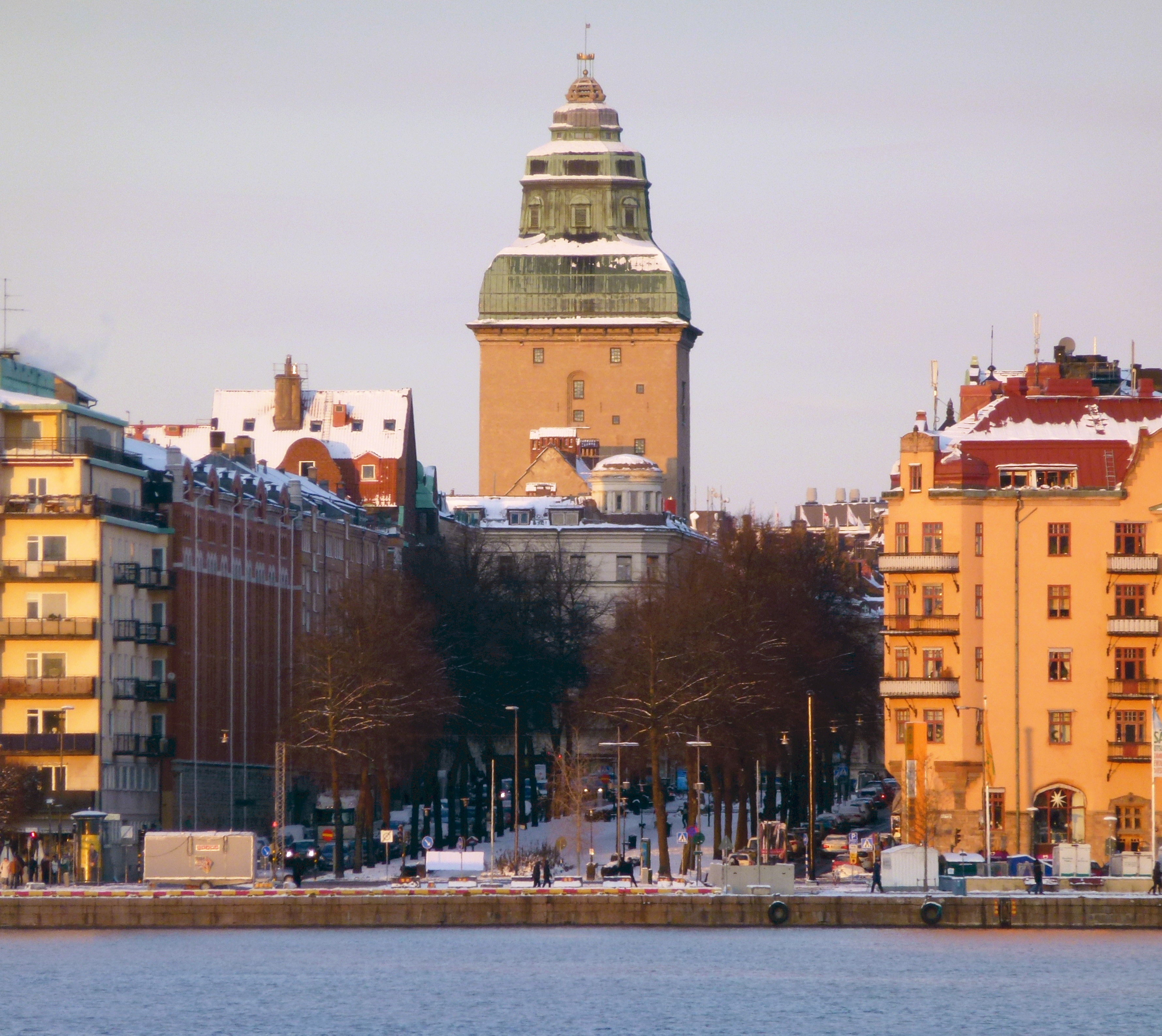
La tour du palais de justice et la place Kungsholmstorg vus du Riddarfjärden.
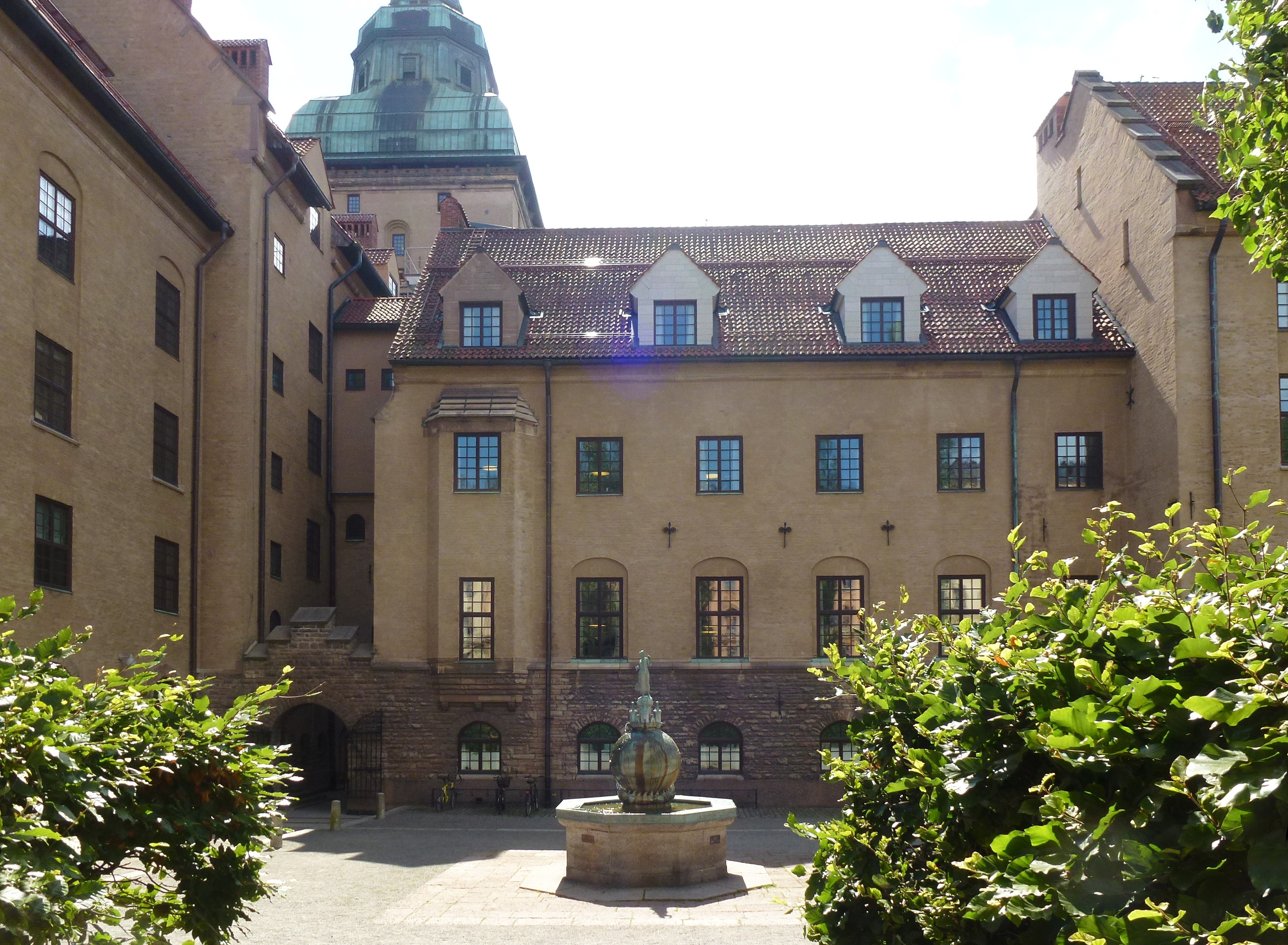
De la rue Kungsholmsgatan (nord).
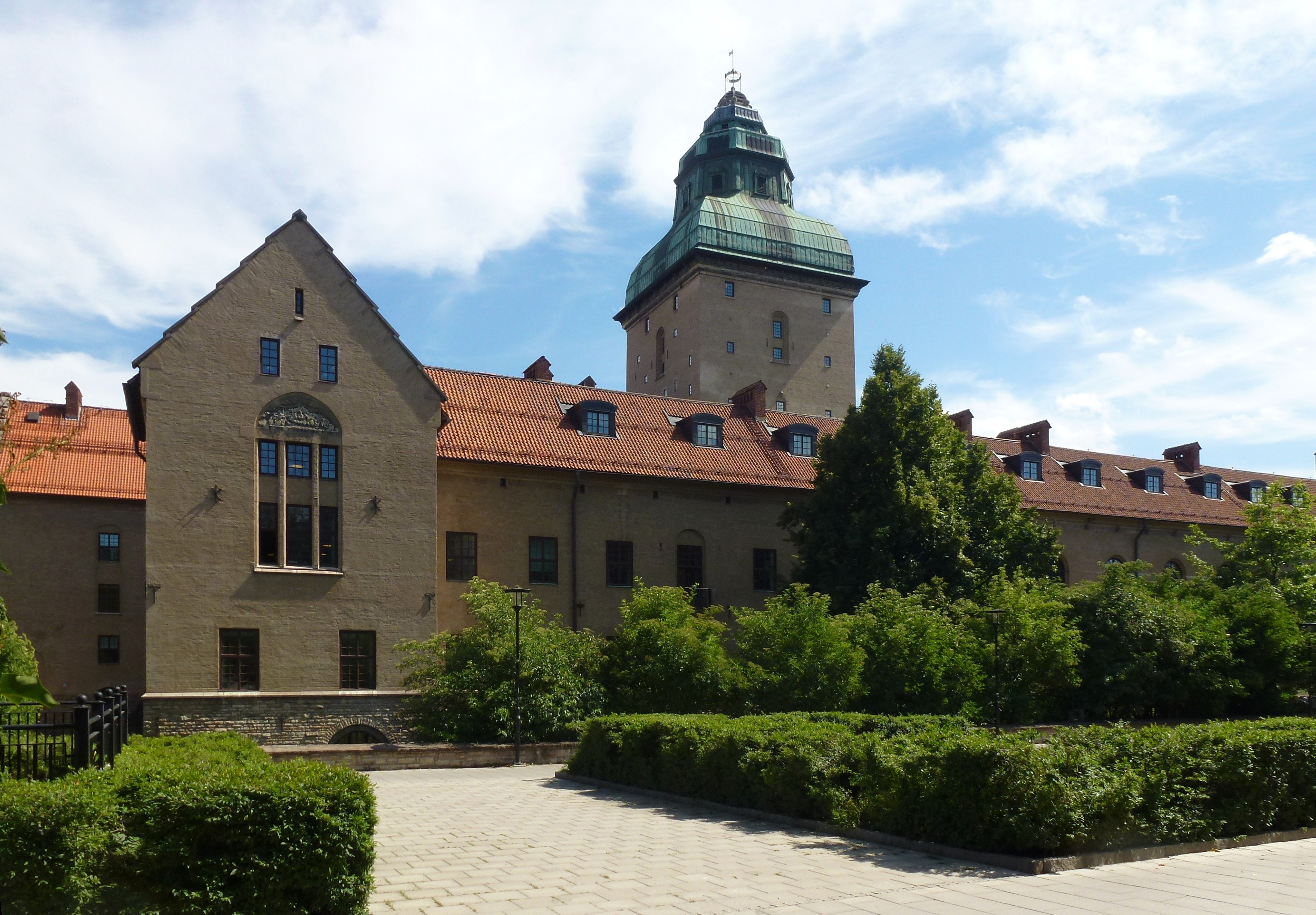
De la Maison de la police (ouest).
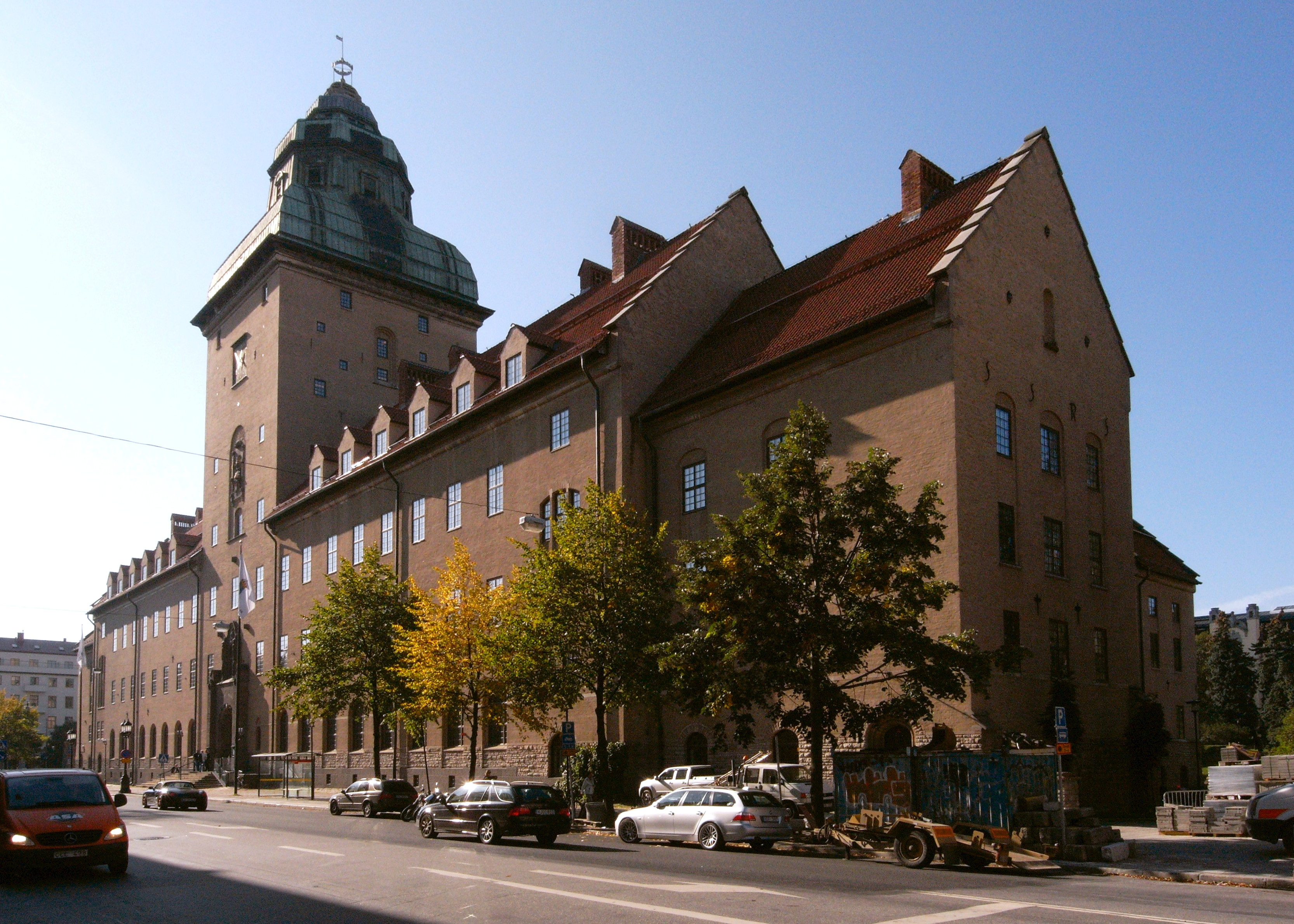
De la rue Scheelegatan (nord-ouest).

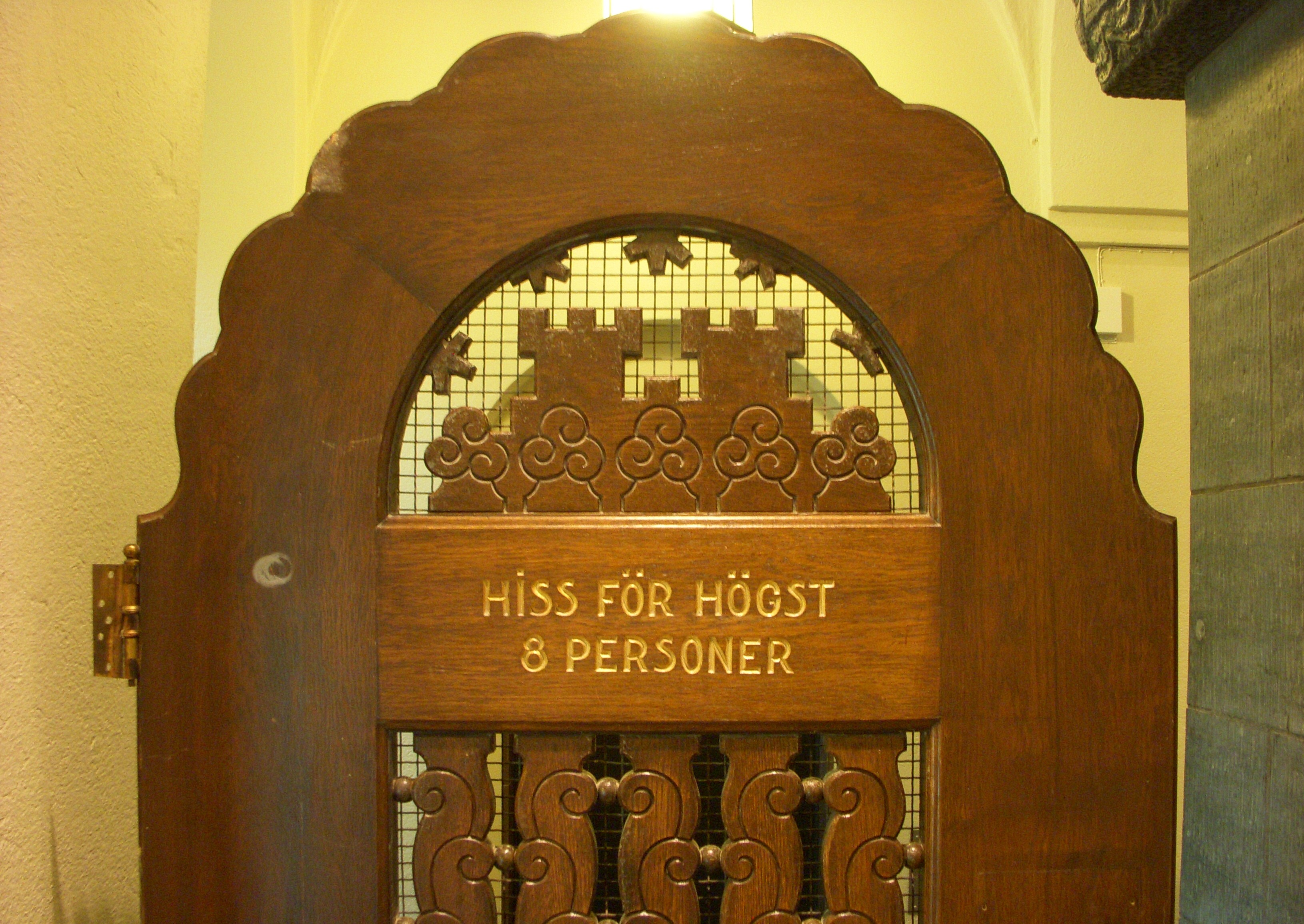
Ascenseur
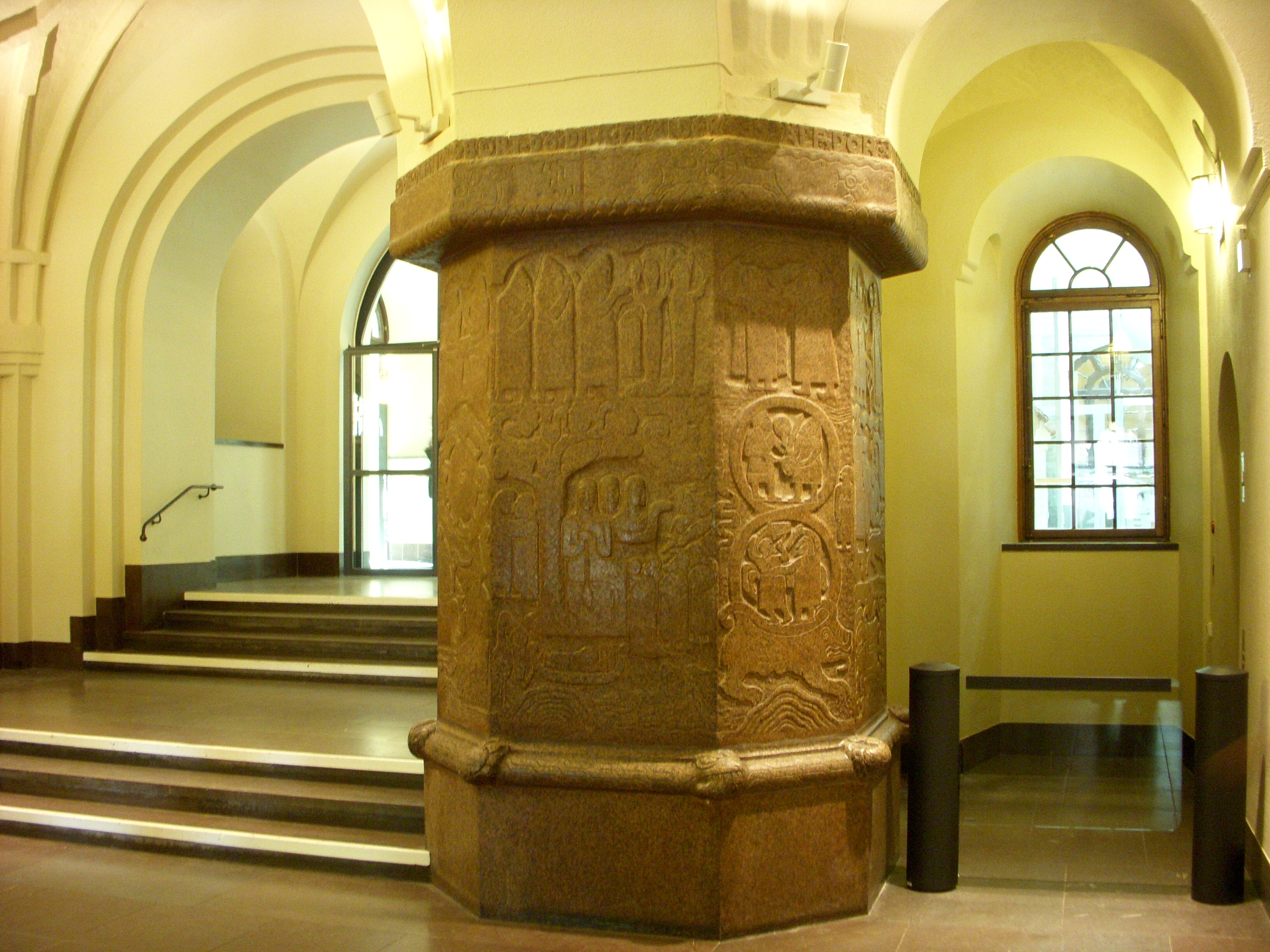
Hall d'entrée.
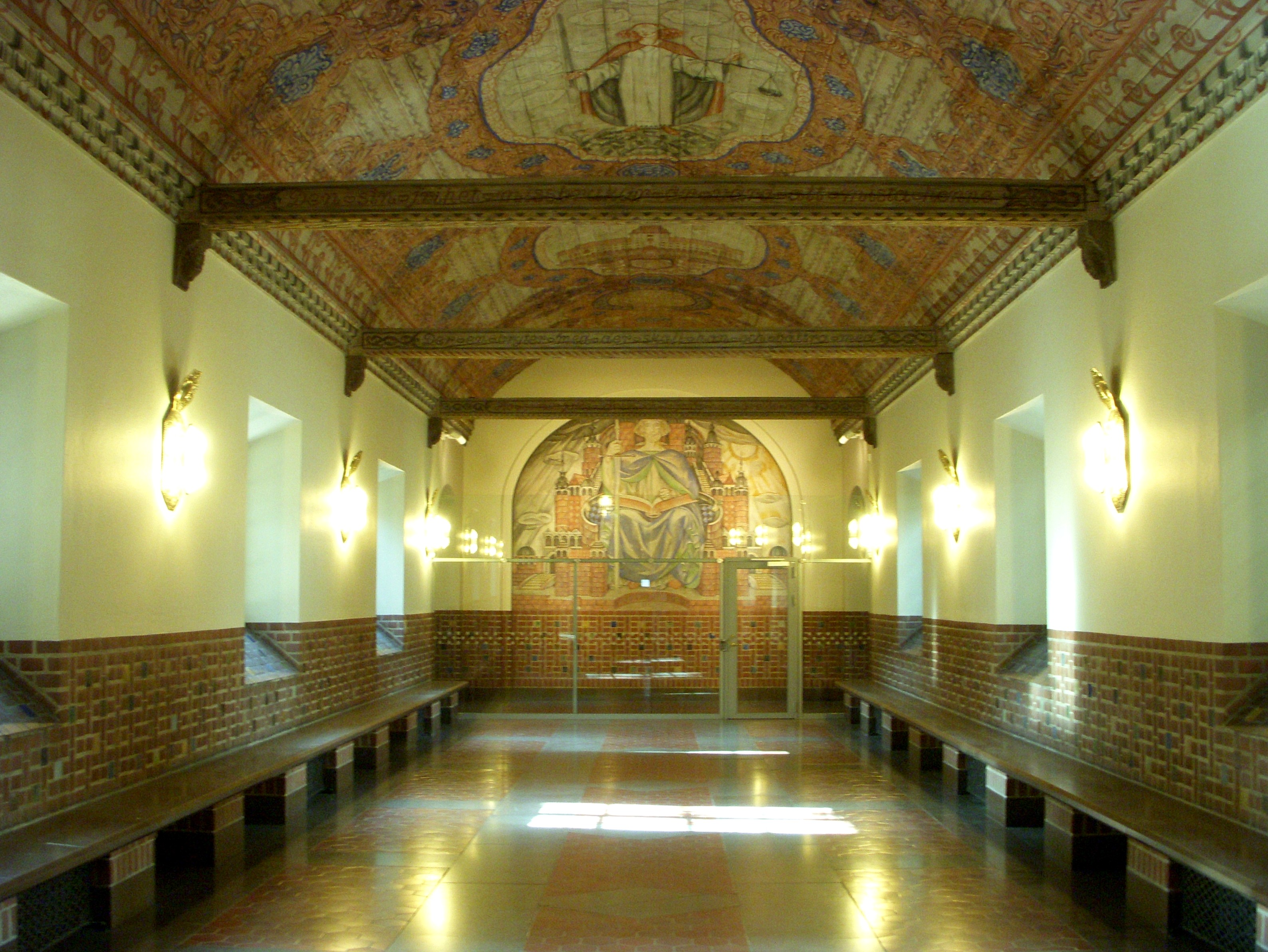
Peintures murales
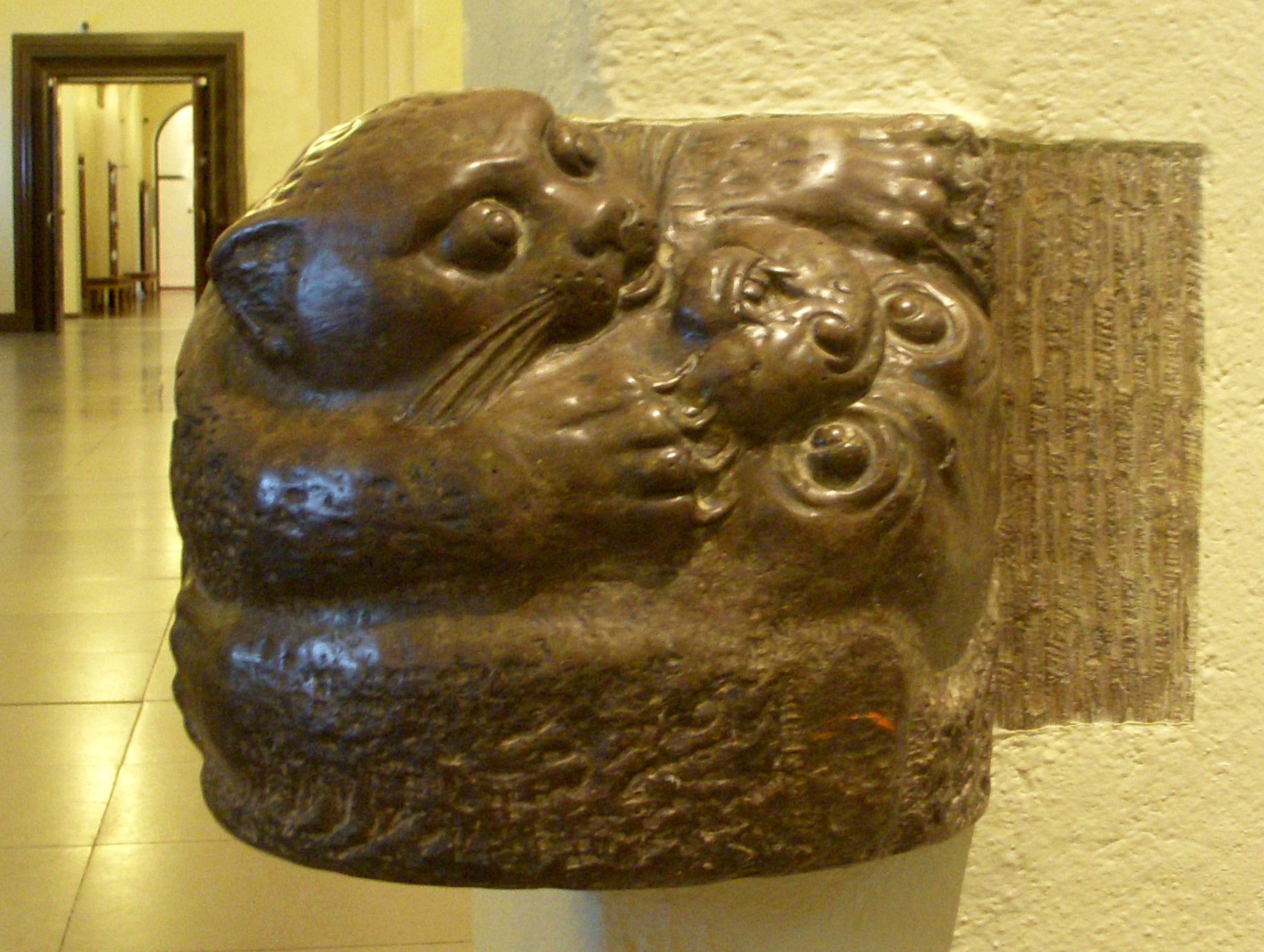
Sculpture.